# District de Basti
Le district de Basti (en hindi : बस्ती जिला) est une division administrative de la division de Basti dans l'État de l'Uttar Pradesh, en Inde.

## Géographie
Le centre administratif du district est Basti. 
La superficie du district est de 2 688 km2 et la population était en 2011 de 2 464 464 habitants.